# Producciones Sin Un Duro
Producciones Sin Un Duro es una productora de cine creada en Madrid (España) en el año 2003, que pretende alternar la ficción y el documental con una clara inclinación hacia el cine de contenido social, de bajo presupuesto y audiencia global, con diseños de producción austeros.
En la filmografía de la productora destaca el largometraje documental Estrellas de la Línea (2006). Segundo Premio del Público, Berlinale Panorama 2006. Mención especial del Jurado en el Festival de Málaga 2006. Premio Sebastián, Festival de San Sebastián 2006. Primer Premio en la Primavera Cinematográfica de Lorca. La película ganó tres premios Ícaro: como Mejor Película Centroamericana, "Mejor Director" y "Mejor Montaje", en 2007. Primer Premio de la Audiencia en el  Latin American Film Festival de Utrecht 2007, y otra docena de premios en diversos festivales internacionales. Ha participado en la sección oficial de numerosos festivales por todo el mundo: Karlovy Vary, Hot docs-Toronto, Silver Docs-Washington, Montreal, Edimburgo, Varsovia, Hamburgo, Chicago, Miami o Tokio. Producciones Sin Un Duro también ha realizado los cortometrajes documentales Amor callejero (2007) y Triste borracha (2009), que recibió el Primer Premio del Jurado en Documenta Madrid 2009, y el largometraje documental El Abrazo de los Peces (2011). 
Su proyecto más reciente es Anochece en la India (2014), largometraje de ficción en coproducción internacional (estreno en España, 11 de abril de 2014, de la mano de Wanda Visión), protagonizado por Juan Diego y Clara Voda, y dirigido por Chema Rodríguez. La película participó en la Sección Oficial del Festival de Cine de Málaga 2014, y fue galardonada con la Biznaga de Plata al Mejor Actor (Juan Diego) y al Mejor Montaje.